# Nephodia foedata
Nephodia foedata là một loài bướm đêm trong họ Geometridae.